# Achille Naftalis
Achilles Naftalis (n. 30 decembrie 1909, Bacău, România – d. 29 ianuarie 1984, Petah Tikva, Israel) a fost un medic francez  și un lider al comunității evreiești din Franța.

## Biografie

### România
Achille Naftalis, născut Ichil Naftalis (יחיאל הלוי נפתליס), fiul lui Marcu (מרדכי) și al Rosei Naftalis, la 30 decembrie 1909, în Bacău, România, o țară pe atunci francofilă și francofonă. Mama lui este fiica lui David Loebel și nepoata rabinului Aaron Simha Loebel din Bacău. Familia Naftalis din Bacău este o familie evreiască tradiționalistă și sionistă. Este al 7-lea din 9 copii. Fratele său mai mare, Samoil (Samuel) Naftalis, născut în 1895, este doctor în medicină și a servit ca medic militar în armata română.

### Franța
Fiindu-i imposibil să studieze medicina în România, din cauză de numerus clausus, care limita numărul studenților evrei, a emigrat în Franța după obținerea bacalaureatului, în noiembrie 1929, ca să studieze medicina acolo, în primii ani la Facultatea de Medicină din Toulouse, apoi la Facultatea de Medicină din Paris.
În timpul studiilor sale medicale la Paris, a locuit, din octombrie 1932 în rue des Ecoles nr.32, până pe 4 novembre 1938, data plecării sale din regiment.
Își susține teza „Contribuție la studiul tetanosului cerebral” și primește Diploma de Stat de doctor în medicină la Paris pe 22 juin 1936.
El este naturalizat francez pe 13 iulie 1937, ceea ce îi permite să practice medicina.
După război, s-a mutat în rue de Reuilly.
Se căsătorește pe 3 septembre 1950 cu Hedwige Gluck, cu care va avea doi copii: Marc, un inginer și Michaèle, medic, care locuiește în Israel.

### Israel
După pensionare, și-a stabilit casa în 1978 în Ramat Gan, Israel, unde a murit în 1984 și este înmormântat.

## Serviciul militar

### Bătălia pentru Franța (mai-iunie 1940)
Bătălia Franței începe pe 10 mai 1940, punându-se capăt „războiului ciudat”. Doctorul Naftalis este îndrepta cu regimentul său spre sectorul Somme și ia parte activă începând cu 27 mai, la luptele de la Quevauvillers, Guignemicourt  și Frémontiers.
El este citat la ordinul Brigăzii du 4 novembre 1940 „Medic al Batalionul 3 a asigurat serviciul deosebit de greu pentru în data 7 iunie. Dispărut la acea dată în timp ce rămăsese la postul său de ajutor."
El este decorat cu Crucea de Război.

### Prizonier de război (1940-41)
Doctorul Naftalis, prins prizonier cu restul batalionului său pe 7 juin 1940 și internat la Frontstalag 172, și-a continuat serviciul de medic pentru prizonieri, precum și pentru populația civilă din regiune (departamentul Somme), în Namps-au-Val, apoi în Saint-Riquier, în Abbeville și Doullens. A făcut tot posibilul pentru a elibera soldații prizonieri din motive medicale, ceea ce a determinat transferul său la Stalag II-C din Greifswald în Pomerania, unde a fost eliberat în cele din urmă la 27 février 1941. În acest moment i s-a atribuit porecla „le bon Toubib”, probabil de către pușcașii marocani.
El este pus în concediu fără plata la 1 martie 1941 și păstrat la dispoziția Serviciului Militar de Sănătate.

### Rezistența (1941-1944)
Naturalizarea sa a fost pusă la îndoială de legea din 22 iulie 1940 din cauza evreității sale și de legea din 4 octombrie 1940 privind „resortisanții străini de rasă evreiască” care autoriza internarea imediată a evreilor străini și după ce a scăpat de o arestare, doctorul Naftalis își abandonează casa pariziană pentru regiunea Versailles (Seine-et-Oise) și se stabilește în satul Thiverval, de unde pornește, începând din 1941, în serviciul FFI, grupul de rezistență din Versailles-Thiverval.

### După război
Doctorul Naftalis a fost eliberat de serviciul militar în continuare la 1 septembrie 1945 cu gradul de locotenent medic.
El a fost decorat în 1947 cu medalia de Recunoștință franceză.
El a fost promovat la gradul de căpitan medic de rezervă în 1955 și la gradul de căpitan medic onorific în 1967.

## Administrator comunitar
Pe lângă practica sa medicală, doctorul Naftalis își dedică energia administrației comunităților evreiești.
Este administrator al Sinagogii din Tournelles, una dintre cele mai mari sinagogi din Paris, în raionul Marais.
Apoi, a devenit președintele Sinagogii Adath Israel, Rue Basfroi. Lui îi datorăm transformarea radicală a acestui oratoriu ortodox, care era fizic învechit, într-o sinagogă modernă și adaptată la vremea sa.
Sinagoga Adath Israel, o sinagogă ortodoxă independentă de Consistoriu, a făcut parte din Agudas Hakehilos  (אֲגֻדָּת־הַקְּהִלּוֹת, Uniunea Comunităților).
El concepe proiectul acestei reînnoiri lucrând în colaborare cu compania imobiliară care dorea să cumpere terenul sinagogii și care, în schimb, s-a angajat să creeze o nouă sinagogă în conformitate cu dorințele Comunității.
Printre altele, a obținut întreținerea, fără întrerupere, a unui loc de rugăciune, care s-a făcut prin crearea unui oratoriu temporar, situat în apropiere, la Cour Debille.
El a cerut, de asemenea, instalarea unui Mikveh în clădirea sinagogii.